# Lurup Center
Het Lurup Center is een overdekt winkelcentrum in het stadsdeel Lurup in het district Altona in Hamburg.

## Ligging
Het Lurup Center is gelegen in het stadsdeel Lurup in Hamburg. Het rechthoekige gebouw grenst aan de zuidzijde aan de Lüttkamp, aan de westzijde aan de Luruper Hauptstrasse / Eckhoffplatz, aan de noordkant aan de Eckhoffplatz en aan de oostzijde aan een groenstrook met een minigolf.

## Geschiedenis
Het stadsdeelcentrum aan de Eckhoffplatz was een onaantrekkelijk gebied. Omdat men de functie en zichtbaarheid van het centrum wilde versterken en de verblijfskwaliteit en bruikbaarheid verbeteren, werd na lange onderhandelingen gestart met de bouw van een nieuw centrum. Het complex naar een ontwerp van nps Tchoban Voss werd in 2012 gebouwd in opdracht van Norddeutsche Grundvermögen Bau- und Entwicklungsgesellschaft mbH & Co. KG.

## Gebruik
Het winkelcentrum heeft een verkoopvloeroppervlakte van 15.000 m² met ca. 20 winkels en horecagelegenheden op de begane grond. De ankerhuurders van het centrum zijn Kaufland en Action. Het winkelcentrum beschikt over een parkeerdek met ca. 400 parkeerplaatsen. Bij het complex is gelijktijdig een 2 verdiepingen tellend kantoorgebouw ontwikkeld aan de Luruper Haupstrasse.

## Eigendom en beheer
Het complex werd ontwikkeld door Norddeutsche Grundvermögen Bau- und Entwicklungsgesellschaft mbH & Co. KG, dat tot in 2014 eigenaar was van het complex. In 2014 werd het voor een bedrag van € 44,4 miljoen verkocht aan CBRE Investment Management. In 2022 werd het centrum gekocht door Captiva en Service-KVG Universal Investment van CBRE Investment Management. Het beheer van het centrum is in handen van HEICO Property Partners GmbH.